# Милан Роглић
Милан Роглић (1904 — 1986) био је српски фотограф, фото-репортер - мајстор новинске фотографије у периоду између свјетских ратова у београдском листу „Правда“, "ПРАВДА-ВЕЛИКИ РАТ", у београдском листу "Време" као и фоторепортер два београдска илустрована листа као и Народног позоришта такође у Београду, службени фотограф у Министарству владе Милана Недића и члан удружења новинара Краљевине Југославије. Од 1926. године па све до осамдесетих година 20 вијека, имао је фотографску радњу у улици Иве Лоле Рибара (данас Светогорска) бр. 37 у Београду.

## Биографија
Рођен је 22. јуна 1904.г. (9. јун 1904 године по старом календару) у Крагујевцу.
Растао је у порушеној и спаљеној Србији у паузама између Првог и Другог балканског, као и за вријеме и послије Првог свјетског рата. Отац Милош се из Првог свјетског рата није вратио у Србију. Отпловио је са рањеницима француским лађама у Марсељ.
Помоћ француске Владе Србима и Србији у том веремену била је изузетна. Тако је и Милан дошао код оца у Марсељ. Ту је започео своје школовање. Учио је фотографски занат код најбољих мајстора фотографије тог времена. Послије завршеног школовања, вратио се у Србију, у Београд. 1926. г. отвара у Београду самосталну фотографску радњу - "фото Рголић". Ускоро се запошљава и у београдском вечерњем листу „Правда“ као фото-репортер. За Милана Роглића, каже познати српски новинар Вук Трнавски у Политици од 27. августа 1978. године: „Био је, у оно доба, један од најпознатијих београдских фоторепортера; један од тројице врхунских мајстора новинске фотографије чији су снимци често значили што и уводни коментар у листу."
У демонстрацијама одржаним 27. марта 1941. у Београду против потписивања Тројног пакта Краљевине Југославије са Немачким Рајхом, настао је велики број Роглићевих фотографија. Међу њима се издваја фотографија мотоциклисте са посадом. Ушла је у све уџбенике послијератне Југославије и стала у ред фотографских докумената историјске важности. Постала је митска заједно са фотографијама „Везировог моста“ и прелаза српских ратника преко Дрима у Првом свјетском рату и Скригинове „Мајке Кнежопољке“, фотографског препјева Скендерове поеме Стојанка мајка Кнежопољка о страдању српских цивила у Козарачкој офанзиви 1942. године. Посебан израз и документарну важност ове фотографије пореде се са Делакроовом сликом „Слобода предводи народ“. Негатив ове фотографије се чува у Војном музеју у Београду на Калемегдану. О овој Роглићевој фотографији пише и београдско "Време" 10.9.2015. г.
</ref>
Између два свјетска рата, фотографисао је, међу осталим и многе значајне људе из јавног живота, и забиљежио више важних догађања у историји Југославије.

## Роглић у култури
Радио је, као сарадник, за многе београдске дневне, вечерње али и листове из културе. (Модни часопис "Жена и свет", позоришни лист"Српска сцена", "Илустровани лист". "Kolo"...)

### О доприносу позоришној умјетности часопис ТЕАТРОН
ТЕАТРОН, часопис за позоришну умјетност, у бројевима 156 и 157 под бројем 211 наводи Роглића Милана и његово присуство у домену позоришне уметности.

## Занимљивост - Роглић и махараџиница
Београдска „Правда“ 20.4.1934. г. страна 6 објављује занимљиву анегдоту са пријема индијског махараџе са својом супругом и цјелокупном свитом у Двору у Београду. Када је „блиц“ Роглићеве „Лајке“ кликнуо, уплашена махараџиница је поскочила. Није дошло до инцидента јер се Махараџа са европским манирима само насмијао, а Милан сталожено рекао на француском: „Величанство, молим мало стрпљења!“

## Сахрана патријарха Варнаве
Милан је изузетно присутан у југословенској новинарској фотографији тог времена. Позната је његова фотографија у београдској "Правди" од 1937. г. која биљежи опроштај од духовног српског првака патријарха Варнаве, пред чијим сандуком у молитви клечи и кнез намјесник Павле и многобројна дворска свита.

## Окупација Београда у Другом свјетском рату и поратно вријеме
У времену окупације Србије од стране фашистичке Њемачке у Другом свејтском рату, уцењен логором, фото-репортер Милан Роглић се запослио у Пропагандном одјељењу Предсједништва Владе Милана Недића и тако постао званични фотограф владе .
Све негативе његових фотографија, тако и ове од посебног значаја, сачувала је његова сестра Душанка и зет Петар Јоксимовић, у лименим кутијама закопаним испод угља у подруму стана у Београду - Доситејева 38. Кутије са негативима су из угља извађене тек послје завршетка Другог свјетског рата.
Непосредно послије рата Милан је и ухапшен. Неколико мјесеци ислеђиван од стране УДБЕ. Пуштен је јер није било доказа о његовој сарадњи са окупатором и квислинзима, али и на интервенције старих некомпромитованих предратних београдских веза Роглића као и упорношћу породице Јоксимовић.
Послије Другог свјетског рата учинио је много портрета међу њима и значајних и познатих људи тог времена. Репродуковао је много слика академика госпође Љубице Цуце Сокић. Био је члан Удружења новинара Србије. Фотографише фотографским апаратом марке Лајка- "Leica".
Умро је у Београду 27. априла 1986. гдје је и сахрањен на Новом гробљу.

### Галерија
- Миланова фотографија на насловној страни у часопису "Kolo" из 1944. г.
- Миланова фотографија у часопису "Жена и свет" из 1928. г.
- Исечак у часопису "Време" - фото услуге избора мис Југославије за 1930. г.
- Миланова фотографија у позоришним новинама "Позоришна сцена" из 1942. г.
- Миланова фотографија у часопису "Илустровани лист"
- Београдска "Правда"ː Демонстрације против фашизма и Димитрија Љотића у Београду 1.3.1937. г.
- Београдска "Правда"ː Сахрана патријарха Варнаве 1937. г.
- Миланова фотографија у часопису "Коло" - 1943.
- Бивши атеље Милана Роглића у Београду у улици Иве Лоле Рибара број 37
- Милан са оцем Милошем и сестром Душанком -1928. г.